# باشگاه بریدابلیک

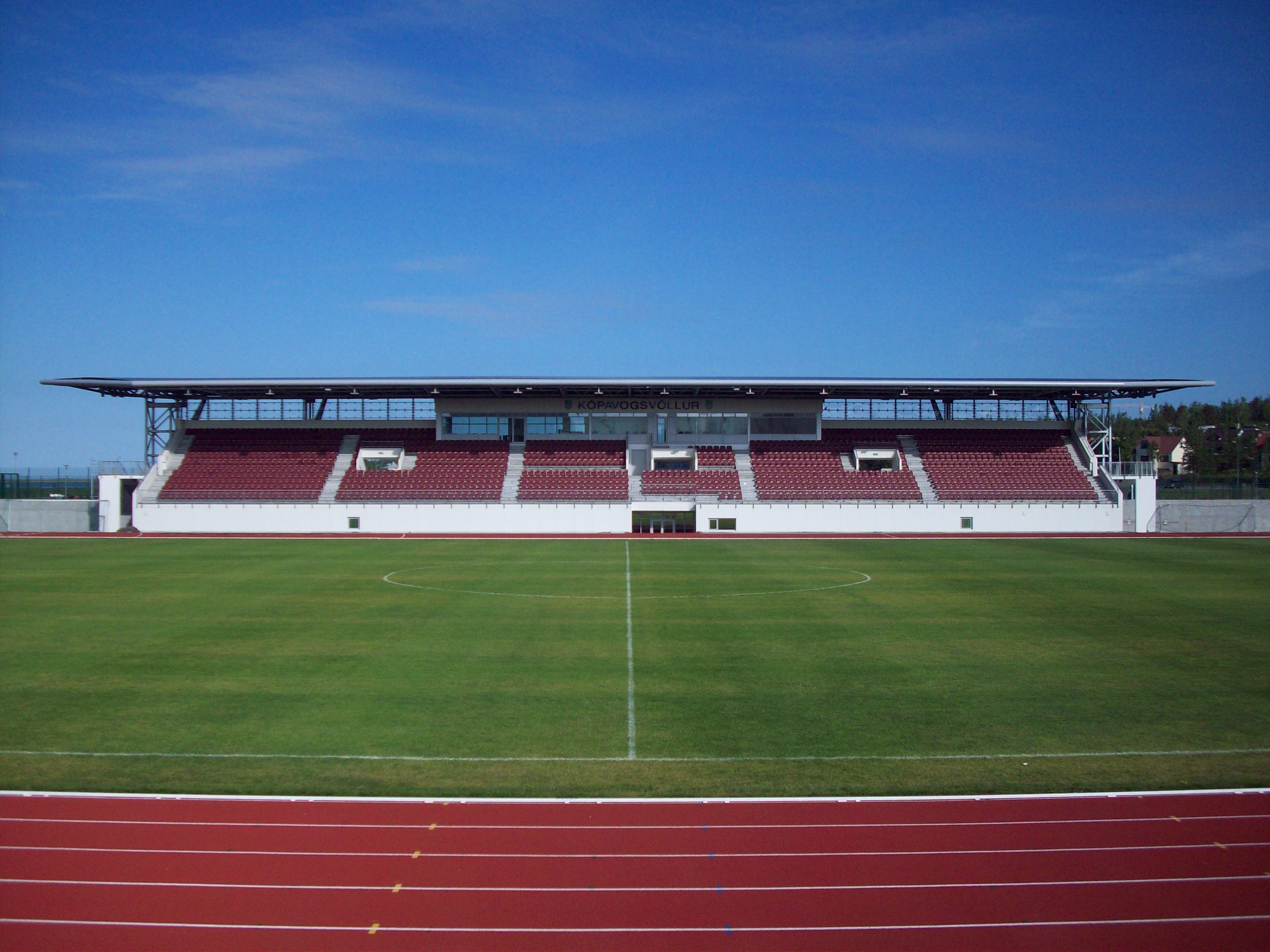
زمین باشگاه بریدابلیک

بریدابلیک (Breiðablik)بزرگترین باشگاه ورزشی شهر کوپاووگور در کشور ایسلند است. این باشگاه در سال ۱۹۵۰ میلادی تأسیس شده و در رشته‌های فوتبال ، بسکتبال ، کاراته ، رقص ، اسکی ، شنا ، هندبال و دوومیدانی ، در دو قسمت زنان و مردان فعالیت دارد.